# Station Knutsford
Knutsford is een spoorwegstation van National Rail in Knutsford, Cheshire East in Engeland. Het station is eigendom van Network Rail en wordt beheerd door Northern Rail. 